# Auguste Génie
Auguste Génie est un homme politique français né le 18 juillet 1861 à Oradour-sur-Vayres (Haute-Vienne) et mort le 14 juillet 1938 à Montataire (Oise).
Ouvrier dans la métallurgie et syndicaliste, il fut maire de Montataire (Oise), de 1919 à 1938.

## Le militant ouvrier
Ouvrier métallurgiste et militant socialiste très actif, il est un des premiers meneurs du mouvement ouvrier au XIXe siècle sur le bassin creillois. De ce fait, il est rapidement identifié par les patrons d'usines du bassin creillois et ne parvient plus à trouver d'emploi ce qui le contraint, comme d'autres militants ouvriers avant lui, à ouvrir un commerce tout en restant actif.
En 1889, il crée avec Charles Baujard, ouvrier fondeur aux Forges, l'Union Métallurgiste de l'Oise. En 1893, il crée une coopérative "L'égalitaire" qu'il installe dans sa propre maison rue Jean Jaurès ainsi qu'une salle des fêtes. Cette dernière accueille encore de nos jours le cinéma municipal et la salle de "la Libération". La coopérative organisera aussi une caisse de secours chômage, une bibliothèque et une cantine.
Dans les années 1910, le succès est là : le groupe socialiste compte près de 100 membres, le syndicat 600 et la coopérative 400.

## Le militant politique
Créateur du groupe socialiste à Montataire, il s'allie aux radicaux pour les élections municipales de 1893 où il entre au conseil municipal. La montée du courant socialiste dans la ville lui permet d'accéder au siège de maire en 1919 qu'il conservera jusqu'à sa mort en 1938.
Il devient un homme d'envergure régionale et prend une part essentielle aux mouvements de grève du bassin creillois dans les années 1906-1907 puis en 1920, 1934 et 1936.